# Gado Bravo
Gado Bravo is een gemeente in de Braziliaanse deelstaat Paraíba. De gemeente telt 8.461 inwoners (schatting 2009).
De gemeente grenst aan Aroeiras, Umbuzeiro, Barra de Santana, Queimadas en Santa Cecília.